# لوائح الحماية الصحية لمكافحة فيروس كورونا لعام 2020
تعد لوائح الحماية الصحية (لفيروس كورونا) لعام 2020 من قوانين المملكة المتحدة التي نالت حيز التنفيذ في 10 من شهر فبراير لعام 2020 ووصفت بأنها أداة قانونية للصحة العامة (لمكافحة الأمراض) لعام 1984 والذي يُطبق فقط على إنجلترا، قَدم مات هانكوك وهو وزير الدولة للصحة والرعاية الاجتماعية الإعلان عن وقوع وانتقال مرض كوفيد وهو مرض ناتج عن فيروس كورونا 2 الجديد لتفشي فيروس التاجي لعام 2019-2020 فهو من الأمراض التي شكلت تهديدًا كبيرًا للصحة العامة لوضع حلول لتقليل الانتشار من خلال تقديم سلطات عملها الأساسي هو إبقاء الأفراد في عزلة بحيث يعتقد أخصائيون الصحة العامة بوجود عدد معقول للمخاطر، أصبحت عدة من المستشفيات تمتلك «مرافق عزلة» منها مستشفى أرو بارك، ميرسيسايد، كينتس هيل بارك وميتونكينز، ومن ثُم أعلنت ووهان ومقاطعة هوبي «منطقة الأصابة».